# Aphodius lusingae
Aphodius lusingae is een keversoort uit de familie bladsprietkevers (Scarabaeidae). De wetenschappelijke naam van de soort is voor het eerst geldig gepubliceerd in 1954 door Paulian.